# Ione

L'atomo di idrogeno (centro) contiene un singolo protone e un singolo elettrone. La rimozione dell'elettrone dà un catione (a sinistra), mentre l'aggiunta di un elettrone dà un anione (a destra). L'anione idrogeno, con la sua nube di due elettroni tenuta in modo lasco, ha un raggio maggiore dell'atomo neutro, che a sua volta è molto più grande del protone nudo del catione. L'idrogeno forma l'unico catione di carica + 1 che non ha elettroni, ma anche i cationi che (a differenza dell'idrogeno) trattengono uno o più elettroni sono ancora più piccoli degli atomi neutri o delle molecole da cui derivano.

Uno ione, nella chimica e nella fisica, indica un'entità molecolare elettricamente carica, in genere derivante dalla cessione o dall'acquisizione di uno o più elettroni da parte di un atomo, una molecola o un gruppo di atomi legati fra loro.
Il concetto di ione non va confuso con quello di radicale libero o di gruppo funzionale.

## Storia
Gli ioni vennero teorizzati per la prima volta da Michael Faraday attorno al 1830, per descrivere quella porzione di molecole che viaggiano verso un anodo o un catodo. Comunque il meccanismo con cui essi si ottengono, fu descritto solo nel 1884 da Svante Arrhenius nella sua dissertazione per il dottorato all'Università di Uppsala. La sua teoria fu inizialmente rigettata (passò l'esame con il minimo dei voti) ma ottenne il Premio Nobel per la chimica nel 1903 per la stessa dissertazione.

## Terminologia
Il fenomeno a seguito del quale un atomo perde o guadagna uno o più elettroni viene detto ionizzazione.
In fisica gli atomi completamente ionizzati, come quelli delle particelle alfa, vengono comunemente detti particelle cariche.
La ionizzazione viene eseguita solitamente tramite applicazione di alta energia agli atomi, in forma di potenziale elettrico o radiazione. Un gas ionizzato viene detto plasma.
Gli ioni caricati negativamente sono conosciuti come anioni (che sono attratti dagli anodi) e quelli caricati positivamente sono chiamati cationi (che sono attratti dai catodi). Gli ioni si dividono in monoatomici e poliatomici.

## Energia di ionizzazione
Per atomi singoli nel vuoto esiste una costante fisica associata al processo di ionizzazione. L'energia richiesta per rimuovere gli elettroni da un atomo è chiamata energia di ionizzazione (o potenziale di ionizzazione). Questi termini sono usati anche per descrivere la ionizzazione di molecole e solidi, ma i valori non sono costanti, poiché la ionizzazione è influenzata dai legami chimici locali, dalla geometria e dalla temperatura.
L'energia di ionizzazione decresce lungo un gruppo della tavola periodica, e incrementa da sinistra a destra attraverso il periodo. Queste tendenze sono esattamente opposte a quelle del raggio atomico, questo perché, visto che lo scopo di un atomo è formare un ottetto (grazie agli elettroni di valenza), allora spostandoci maggiormente verso i gruppi di destra della tavola periodica (verso i "gas nobili") incontriamo atomi con un alto valore di energia di ionizzazione.
Si chiama energia di prima ionizzazione l'energia richiesta per rimuovere un elettrone, energia di seconda ionizzazione quella richiesta per rimuovere due elettroni, e così via. Le successive energie di ionizzazione sono sempre significativamente più grandi delle precedenti. Per questo motivo gli ioni tendono a formarsi in certi modi. Ad esempio, il sodio si trova come {\displaystyle {\ce {Na+}}}, ma normalmente non come {\displaystyle {\ce {Na^2+}}}, a causa dell'alta energia di seconda ionizzazione richiesta, che è molto più alta dell'energia di prima ionizzazione. Analogamente, il magnesio si trova come {\displaystyle {\ce {Mg^2+}}} e non {\displaystyle {\ce {Mg^3+}}}, e l'alluminio esiste come catione {\displaystyle {\ce {Al^3+}}}.

## Sciami atmosferici estesi
Gli sciami atmosferici estesi (in inglese: extensive air shower, EAS) sono una cascata di particelle immersa in una bagno di radiazioni elettromagnetiche, indotta dall'ingresso di un raggio cosmico nell'atmosfera terrestre. L'ipotesi si verifica quando una particella atomica (raramente un positrone) muovendosi ad elevate velocità prossimali a velocità della luce negli abissi dello spazio vuoto, riesce ad accoppiarsi con un nucleo atomico, liberando adroni.
Una rete di scuole italiane partecipa alla rilevazione dei muoni che, superato l'attrito con l'atmosfera, giungerebbero fino al suolo.
Il network di 46 centri scolastici collabora con il CERN di Ginevra per documentare le prove sperimentali indirette di un fenomeno il cui l'ordine di grandezza alla fonte si aggira nell'intorno dei {\displaystyle 10^{19}\,\mathrm {eV} } (dove {\displaystyle \mathrm {eV} } è la sigla dell'elettronvolt). Le attività di presa a carico dei dati sono supportate dagli studenti.